# Ro-44
Ro-44 — підводний човен Імперського флоту Японії, який взяв участь у Другій світовій війні.
Корабель, який належав до типу Ro-35, спорудили на верфі Mitsui Zosensho у Тамано. Ro-44 завершили у вересні 1943-го та для проходження навчань включили до складу 11-ї флотилії підводних човнів.
Наприкінці грудня 1943го Ro-44 перевели до 34-ї дивізії підводних човнів, після чого він вирушив до атолу Трук в центральній частині Каролінських островів (ще до війни тут створили потужну базу японського ВМФ, з якої до лютого 1944-го провадились операції в цілому ряді архіпелагів). 6 січня 1944-го човен прибув до місця призначення.
15 січня 1944-го човен вийшов до району бойового патрулювання в районі острова Еспіриту-Санто (Нові Гебриди), проте не зміг досягнути тут якихось успіхів. Повернення Ro-44 збіглося з потужною атакою американського авіаносного угруповання на Трук (операція Хейлоустоун). 17 лютого човен дістав наказ прямувати в район за кілька десятків кілометрів на північний схід від атола для дій проти загону ворожих кораблів, втім, і в цьому випадку йому не вдалося завдати шкоди супротивнику. 21 лютого Ro-44 прибув на Трук.
28 лютого 1944-го човен вийшов у рейс на Маршаллові острови до атола Мілі, який з січня опинився у блокаді, маючи завдання доправити сюди вантаж амуніції та продовольства. В умовах бурхливого моря закріплені на палубі гумові контейнери з продовольством виявились втраченими і вже 1 березня Ro-44 повернувся на Трук.
2 березня 1944-го човен зробив нову спробу доправити на Мілі вантаж — 11 тонн амуніції та продовольства. 9 числа на підходах до місця призначення він перестрів загін великих ворожих кораблів, проте спроба наблизитись до нього для атаки виявилась невдалою. 11 березня після заходу сонця Ro-44 увійшов до лагуни Мілі, де розвантажився та прийняв на борт 17 пасажирів. По завершенні транспортної частини своєї місії човен 13 березня провів рекогносцирування у перископ атола Маджуро (тут американці створювали велику базу), а 29 березня прибув на Трук.
11—15 квітня 1944-го човен виходив на патрулювання південніше від Труку, що було викликане інформацією про виявлення ворожих сил в районі Кавієнгу (північне завершення острова Нова Ірландія).
17 квітня 1944-го під час авіанальоту на Трук Ro-44 занурився, але все-таки зазнав незначних пошкоджень від близьких вибухів. 20 березня під час чергового нальоту перископ корабля пошкодили. Оскільки ремонт був можливий лише в Японії, човен вирушив туди та 29 квітня прибув до Куре (на переході біля Маріанських островів він отримав незначні пошкодження при повітряній атаці).
15—20 травня 1944-го Ro-44 перейшов на Сайпан (Маріанські острови), звідки вирушив 23 травня в на Маршаллові острови, де, зокрема, провів рекогносцирування в перископ атола Еніветок (крайній північний захід архіпелагу). 13 червня у зв'язку із очікуваною ворожою десантною операцією проти Маріанських островів Ro-44 дістав наказ терміново повертатись сюди.
15 червня з човна надійшло останнє повідомлення. Вночі 16 червня за дві сотні кілометрів на схід від Еніветоку американський ескортний міноносець USS Burden R. Hastings встановив радарний контакт із субмариною у надводному положенні. Наблизившись на 5 км, Burden R. Hastings спробував встановити семафорний контакт з виявленим кораблем, проте не отримав відповіді. Тоді він випустив кілька освітлювальних снарядів і спостерігав, як підводний човен екстрено занурився. Невдовзі Burden R. Hastings встановив сонарний контакт та скинув три серії глибинних бомб. Після останньої стався потужний підводний вибух, який навіть завдав ескортному міноносцю певні пошкодження. Напис на одному з виловлених вранці уламків дозволив ідентифікувати знищений підводний човен як Ro-44. Разом з останнім загинув увесь екіпаж із 72 осіб.